# 최유청
최유청(崔惟淸: 1093년~1175년 1월 19일(음력 1174년 12월 25일))은 고려 중기의 문신이다. 자(字)는 직재(直哉)이다. 본관은 철원이며 최석의 아들이다.

## 약력
- 1093년(선종 10): 태어남.
- 1099년(숙종 4): 아버지 사망.
- 1103년(숙종 8): 아버지의 음덕으로 장사랑 군기주부동정(將仕郞 軍器主簿同正)으로 제수받음.
- 1112년(예종 8): 진사시에 합격.
- 1116년(예종 11): 침경원판관(沉經院判官)으로 임명받음.
- 1126년(인종 4): 이자겸의 난이 일어날 때 인척 정극영(鄭克永)이 한안인(韓安仁)의 외사촌이라는 까닭으로 쫓겨나자 여기에 연루되어 관직을 잃음.
- 1132년(인종 10): 송에 사신으로 감.
- 1142년(인종 20): 금에 사신으로 감.
- 1147년(의종 원): 의종 앞에서 《서경》의 〈열명(說命)〉 편을 강론함. 음력 12월에 어사대부 동지추밀원사(御史大夫 同知樞密院使)으로 임명받음.
- 1148년(의종 2): 지추밀원사 판삼사사(知樞密院事 判三司事)로 임명받음. 음력 12월에 병부상서(兵部尙書)로 임명받음.
- 1149년(의종 3): 참지정사 판상서형부사(參知政事 判尙書刑部事)로 임명받음.
- 1150년(의종 4): 중서시랑평장사(中書侍郞平章事)로 임명받음.
- 1151년(의종 5): 음력 4월에 판병부사(判兵部事)로 임명받음. 음력 5월에 이른바 '대령후 사건'에 연루되어 남경유수사(南京留守使)로 좌천당함.
- 1159년(의종 13): 상서우복야로 제수받음.
- 1161년(의종 15): 음력 5월에 봉원전대학사(奉元殿大學士)로 임명받음. 음력 12월에 중서시랑평장사(中書侍郞平章事)로 물러남.
- 1170년(의종 24): 무신정변이 일어나 많은 문신이 죽임을 당했으나 그의 덕망에 감복받은 장수들의 보호를 받아 살아남음.
- 1170년(명종 즉위): 평소의 덕행과 명망으로 평가받아 중서시랑평장사로 임명받음.
- 1172년(명종 2): 집현전대학사 판예부사(集賢殿大學士 判禮部事)로 물러남.
- 1174년(명종 4): 사망함. 향년 82세.

## 가계
- 아버지 : 최석(崔奭)
- 어머니 :  대원군대부인 안씨(大原郡大夫人 安氏) - 검교태자태보(檢校太子太保) 안덕보(安德保)의 딸
  - 첫째 아내: 형부낭중(刑部郞中) 이환(李還)의 딸
    - 아들: 최증(崔証) 또는 최간(崔諫)

  - 둘째 아내: 동래군부인(東萊郡夫人) 정씨(鄭氏) - 통의대부 지추밀원사 예부상서 한림학사승지 문안공(通議大夫 知樞密院事 禮部尙書 翰林學士承旨 文安公) 정항(鄭沆)의 맏딸
    - 첫째 아들: 최후(崔詡)
    - 둘째 아들: 최인(崔諲)
    - 셋째 아들: 최당(崔讜)
    - 넷째 아들: 종강(宗綱) - 승려로 출가해 삼중대사(三重大師)에 이름.
    - 다섯째 아들: 최선(崔詵)
    - 여섯째 아들: 최양(崔讓)
    - 일곱째 아들: 회옥(懷玉) - 승려로 출가해 중대사(重大師)에 이름.
    - 사위: 예빈주부동정(禮賓主簿同正) 박돈문(朴敦文)